# 太田とも子
太田 とも子（おおた ともこ、1949年7月7日 - 没年不詳）は、東京都出身の女優・歌手。
本名は 太田知子 。姉は同じく女優の梶芽衣子。
荒木一郎にスカウトされ、デビュー当時は「有沢とも子」名義だったが、後に「太田とも子」に改名した。1978年頃には「秋尾順子」の名前で活動していた。
実姉・梶芽衣子の自叙伝『真実』では「妹はすでに他界しましたが」と記されており、既に故人であることが明らかにされている。

## シングル

### 有沢とも子
シングル
1. 抱きしめて／あなたの面影（RCAレコード：JRT-1009）1969年2月
  - 両曲　作詞・作曲：荒木一郎　編曲：川口真
2. 恋のおとずれ／愛のおののき（RCAレコード：JRT-1023）1969年5月
  - 両曲　作詞：なかにし礼　作曲：鈴木邦彦　編曲：川口真

コンピレーション・アルバム
1. アイドル?ミラクルバイブルシリーズ　6869 Girls　浅尾千亜紀・藤真弓・伊藤愛子・有沢とも子・はつみかんな・木下由美（2015年6月10日）DYCL-565[3]
  - 上記シングルすべてのA面/B面全4曲収録。

### 太田とも子
1. はじめに愛があった/とおく群衆を離れて
2. 恋はまっさかさま/ねむいのは悲しいからさ
3. 甘い嘘/誰のために愛するの

## 出演

### 映画
- 女の警察 乱れ蝶（1970年・日活） - 歌手 (太田トモ子名義)
- 野良猫ロック マシン・アニマル（1970年・日活） - 歌手

### テレビドラマ
- 俺たちの朝 第34話「ベッドと女子大生ともう知らない」（1977年6月12日、日本テレビ/ 東宝） - 自転車の女 ※有沢とも子名義

## 関連人物
- 荒木一郎
- 梶芽衣子 - 実姉